# Laurentino Cortizo
Laurentino Cortizo (né le 30 janvier 1953 à Panama) est un homme d'État panaméen, président de la république du 1er juillet 2019 au 1er juillet 2024. Membre du Parti révolutionnaire démocratique, il est député à l'Assemblée nationale de 1994 à 2004, président de cette assemblée entre 2000 et 2001 puis ministre du Développement agricole au sein du gouvernement de Martín Torrijos entre 2004 et 2006.  

## Biographie

### Premières années
Né dans la capitale panaméenne le 30 janvier 1953 d'un père espagnol et d'une mère juive, Laurentino Cortizo Cohen fait ses études primaires et secondaires au Nicaragua avant de continuer ses études en Pennsylvanie et à l'Université de Norwich au Vermont. Il complète ensuite une maîtrise en administration des affaires et des études de doctorat en commerce international à l'Université du Texas à Austin. 
Après ses études, en 1981, il part pour Washington et devient conseiller technique auprès du secrétaire général de l'Organisation des États américains (OEA). En novembre 1986, il est nommé ambassadeur représentant suppléant du Panama auprès de l'OEA. Ensuite et jusqu'à son entrée en politique, il œuvrera dans diverses entreprises privées. 

### Débuts en politique
Cortizo fait son entrée à l'Assemblée nationale comme député en 1994 pour la province de Colón, sous la bannière du Parti solidarité. En 1998, il est choisi comme vice-président de l'assemblée.
En 1999, il fait campagne au sein du Parti révolutionnaire démocratique (PRD) en tant que deuxième vice-président du candidat présidentiel Martín Torrijos. Le parti est cependant défait par le Parti arnulfiste de Mireya Moscoso. Cortizo redevient donc législateur puis, en 2000, est désigné président de l'Assemblée nationale.
Bien que Cortizo ait soutenu conditionnellement le gouvernement de Mireya Moscoso, son élection à la tête de l'Assemblée nationale est contraire aux politiques du Parti solidarité, ce qui provoque la fin de l'association du parti avec le PRD et son adhésion au Parti arnulfiste. Toujours membre du Parti solidarité, Cortizo, maintient quant à lui, sa dissidence et son adhésion au PRD jusqu'à la fin de la législature.  
En vue des élections générales de 2004, il adhère officiellement au PRD puis apporte son soutien à Martín Torrijos comme candidat présidentiel. Vainqueur, ce dernier le nommera ministre du Développement agricole dans son conseil des ministres. Durant son mandat, il prend part aux négociations en matière agricole relatives à l'établissement d'un accord de libre-échange entre le Panama et les États-Unis. Mesure redoutée par les producteurs et jugée préjudiciable par des fonctionnaires proches du ministre, il refuse d'ailleurs de signer un document permettant aux États-Unis de jouir d'un traitement spécial pour leurs importations de bovins et de volailles où celles-ci ne sauraient assujetties au contrôle sanitaire panaméen, mais uniquement américain, ceci modifiant les dispositions déjà en place qui prévoyaient l'application des normes phytosanitaires et zoosanitaires de l'Organisation mondiale du commerce,.   
Le 6 janvier 2006, alors qu'il devait se rendre à Washington pour une autre ronde de négociations en lien avec l'accord de libre-échange, Cortizo se rend plutôt à la résidence du président Torrijos où il lui remet sa démission et expose son opposition aux négociations en cours. Le 10 janvier suivant, il convoque une conférence de presse et annonce publiquement sa démission. Après cette annonce, le gouvernement fait l'objet de fortes pressions de la part du secteur agricole qui réprouve toute mesure visant à l'affaiblir.   
Après sa démission, Cortizo mène une vie publique plutôt discrète, mais continue néanmoins de s'impliquer dans le PRD. Il tente en vain de se faire élire comme candidat présidentiel de son parti en vue des élections générales de 2009 puis réussit pour celles de 2019 avec 66 % des voix.    

### Présidence de la république

#### Candidature présidentielle
Faisant campagne sous les thèmes de la lutte contre la pauvreté, les problèmes sociaux et la lutte contre la corruption, Laurentino Cortizo propose également de mettre fin au contrôle des prix établi par le président en fonction Juan Carlos Varela et d'établir des marchés communautaires comme moyen de rapprocher les producteurs et les consommateurs. Il se prononce également contre l'avortement et le mariage homosexuel, tout en soutenant l'utilisation du cannabis médical. De même, il exprime son intention de réformer la constitution.
Lors des élections du 5 mai 2019, Cortizo est déclaré vainqueur, récoltant 655 302 voix, soit 33,35 % des voix, suivi, avec une faible marge, par Rómulo Roux, candidat du Changement démocratique, qui récolte 609 003 voix, représentant 30,99 % des voix. Le candidat indépendant Ricardo Lombana obtient 368 692 voix, soit 18,78 % des voix, puis le candidat du Parti panamiste, José Isabel Blandón, obtient quant à lui un peu plus de 10 %.

#### Exercice du pouvoir
Le 1er juillet 2019, Laurentino Cortizo est investi président de la république du Panama. Assistèrent à son investiture le roi d'Espagne Felipe VI et les présidents Martín Vizcarra du Pérou, Iván Duque de la Colombie, Danilo Medina de la République dominicaine, Juan Orlando Hernández du Honduras, Jimmy Morales du Guatemala et Brahim Ghali de la République arabe saharaouie démocratique. 
Son premier cabinet est formé de 14 ministres et 3 ministres conseillers. Fidèlement à ce qu'il avait promis, il élève au niveau de ministère l'Institut national de la Culture le 15 août 2019 puis fait de même avec l'Institut national de la Femme le 8 mars 2023. Peu de temps après avoir nommé une ministre à la tête de ce nouveau ministère, son cabinet est composé de 16 ministres et 3 ministres conseillers. 
Comme premières mesures, il entame des réformes économiques et propose des projets de réforme de la Constitution. Ces projets avaient été élaborés par la Concertation nationale pour le développement, une entité créée en 2008 à laquelle participent plusieurs secteurs fondamentaux de la société panaméenne. Les députés de l'opposition apportent cependant des modifications controversées à ces projets et déclenchent plus tard – en novembre 2019 – un large rejet populaire de ceux-ci,. Le président Cortizo suspend finalement le processus de réforme constitutionnelle à la suite des manifestations et entame un processus de négociation,. 
Sa présidence est également marquée par la pandémie de COVID-19 et d'importants conflits internationaux. 
Alors que son gouvernement est éclaboussé par des affaires de corruption, il doit faire face durant l'été 2022 à des semaines de manifestations contre la hausse des prix, la corruption et la gabegie des autorités. Des procédures judiciaires et des enquêtes journalistiques sont parallèlement menées à ces protestations sociales. 